# Vauxhall Cavalier
La Cavalier è un'autovettura di fascia medio-alta prodotta in tre serie, dal 1975 al 1995, dalla Casa automobilistica britannica Vauxhall.

## Introduzione
Attorno alla metà degli anni settanta la filiale europea del gruppo General Motors, cui la Vauxhall e la tedesca Opel appartenevano, iniziò la fase di integrazione tra i modelli dei due marchi. Da quel momento la casa britannica non avrebbe più sviluppato autonomamente nuove auto, dovendo progressivamente sostituire la sua gamma con versioni solo lievemente modificate dei corrispondenti modelli Opel. Dopo la Chevette derivata dalla Opel Kadett C, nel 1975 Vauxhall introdusse un altro nuovo modello, la Cavalier, disponibile sia in versione berlina che coupé, rispettivamente equivalenti alle coeve Ascona B e Manta B.
La Cavalier si inseriva nella gamma Vauxhall tra le già esistenti Viva e Victor, sovrapponendosi parzialmente a quest'ultima, senza peraltro sostituirla del tutto (compito che spettò due anni dopo alla Carlton, equivalente britannico della Opel Rekord E).
Le Cavalier furono le prime Vauxhall costruite all'estero, uscendo fino al 1977 solamente dalla fabbrica GM di Anversa nel Belgio. La prima Cavalier assemblata nello stabilimento Vauxhall di Luton uscì dalla fabbrica il 26 agosto 1977, guidata da Eric Fountain, l'allora direttore della produzione Vauxhall. Le versioni Estate, invece furono prodotte in Australia dalla consociata GM Holden.

### Prima serie
La prima serie della Cavalier era quindi una versione modificata della seconda serie della Opel Ascona, anch'essa lanciata nel 1975.
Le differenze con i corrispondenti modelli Opel, escludendo il marchio e altri particolari minori (tra cui la targa posteriore spostata in basso sotto al paraurti), erano limitate al frontale: per mantenere un'identità specifica, le Vauxhall si distinguevano infatti per il caratteristico "droop snoot" (letteralmente "muso spiovente") ideato qualche anno prima da Wayne Cherry, reinterpretato sulle Cavalier (sia berlina che coupé) con un frontale privo di calandra simile a quello della Chevette. Si trattava nello specifico del medesimo frontale della Manta B, privo però della sottile presa d'aria integrata nella calandra.
Le stesse Opel Ascona e Manta B erano commercializzate anche sul territorio britannico, ma le vendite della prima furono interrotte il 24 luglio 1981, quando GM decise di unificare le locali reti di vendita dei due marchi. Proseguì invece la vendita dell'Opel Manta, assieme alla Monza, avendo destinato il marchio Opel nel Regno Unito a rappresentare modelli sportivi.Entrambe le vetture saranno le ultime Opel ad essere vendute in Inghilterra.
Furono tre le carrozzerie con cui la Cavalier venne offerta: berlina a tre volumi, coupé a tre volumi e coupé due volumi con portellone (corrispondente alla Manta CC), quest'ultima denominata Sports hatch e commercializzata solo in un secondo tempo, a partire dal 1978. Motori, scocca e meccanica erano gli stessi della Ascona B, ad esclusione del propulsore da 1,3 litri, che nel modello Vauxhall fu presentato nel 1977 in concomitanza con l'inizio della produzione locale ed era l'unità da 1.256 cm³ di origine inglese, già montato sulla Viva e non disponibile sulle Opel, che invece utilizzavano il motore da 1.297 cm³ della famiglia OHC Four.
Allestimenti (1975-1981)
- L
- LS
- GL
- GLS

Special Edition:
- Command Performance
- Silver Special

### Seconda serie

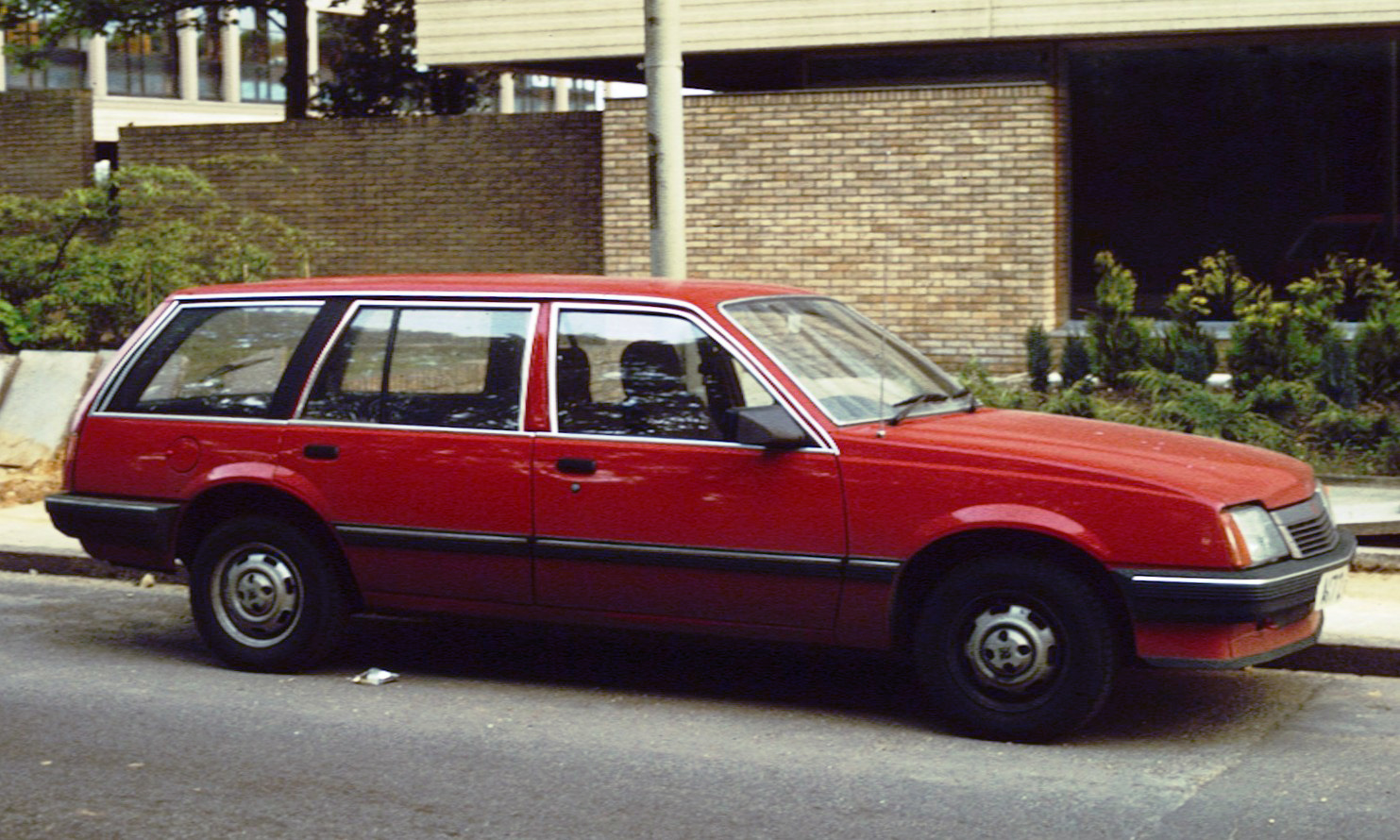
Una Vauxhall Cavalier Wagon, costruita sulla base della Holden Camira

Nel 1981 fu lanciata la seconda serie della Cavalier, questa volta in tutto simile alla Ascona C, solamente rimarchiata con il logo inglese.
La Cavalier seconda serie condivideva scocca e meccanica con l'Ascona C, proponendo le medesime varianti di carrozzeria: berlina tre volumi a due o quattro porte e berlina due volumi a cinque porte. A queste, però, Vauxhall aggiungeva la versione station wagon, ottenuta sfruttando le strutture posteriori della corrispondente versione della australiana Holden Camira, modello appartenente alla medesima famiglia delle cosiddette J-cars della General Motors. I pannelli della zona posteriore della carrozzeria provenivano direttamente dall'Australia e venivano poi assemblati sulla scocca della Cavalier in Gran Bretagna.
Inoltre, come avvenne in Germania per la Ascona, la Cavalier seconda serie fu proposta dalla rete di vendita ufficiale anche con carrozzeria cabriolet, nella trasformazione a marchio Hammond & Thiede effettuata negli stabilimenti della carrozzeria Voll di Würzburg in Germania.
La seconda serie fu la Cavalier della svolta, quella che nel Regno Unito riuscì a superare, nel 1984 e 1985, le vendite di una concorrenza costituita principalmente dalla esordiente Ford Sierra, ritenuta stilisticamente troppo audace per il pubblico anglosassone, che quindi preferì proprio la Cavalier. La stessa Ford aveva da poco tolto dal mercato la pluripremiata e ormai longeva Cortina, lasciando proprio alla Cavalier l'eredità di berlina più venduta in Regno Unito, dopo che il Gruppo Chrysler aveva tolto la Talbot Alpine e la British Leyland aveva già lanciata la Austin Ambassador e la Morris Ital, ma stava già pensando ad una nuova berlina che sfocerà nel 1984 nella Austin Montego.
L'ultima Cavalier prodotta fu una "Calibre" (basata sulla SRi130), prodotta in soli 500 esemplari, e tra gli optional disponibili includevano il computer di bordo, sedili Recaro, alzacristalli elettrici e servosterzo, in Gran Bretagna costava sulle £13,000.
Allestimenti (1981-1988)
- Base (1.3 benzina, 1.6 benzina)
- L (1.3 benzina, 1.6 benzina, 1.6 diesel)
- Li (1.8i benzina)
- LX (1.6 benzina)
- LXi (1.8i benzina)
- GL (1.3 benzina, 1.6 benzina, 1.6 diesel)
- GLi (1.8i benzina)
- GLS (1.6 benzina)
- GLSi (1.8i benzina, 2.0i 114 bhp (85 kW; 116 Cv) benzina)
- SR (1.6 benzina)
- SRi (1.8i benzina, 2.0i benzina 114 bhp (85 kW; 116 Cv)
- SRi 130 (2.0i 128 bhp (95 kW; 130 PS) benzina)
- CDi (1.8i benzina, 2.0i 114 bhp (85 kW; 116 Cv) benzina)
- Convertible (1.8i benzina)
- Estate (1.6 benzina)
- Estate L (1.6 benzina, 1.6 Diesel)
- Estate GL (1.6 benzina, 1.6 Diesel)

### Terza serie

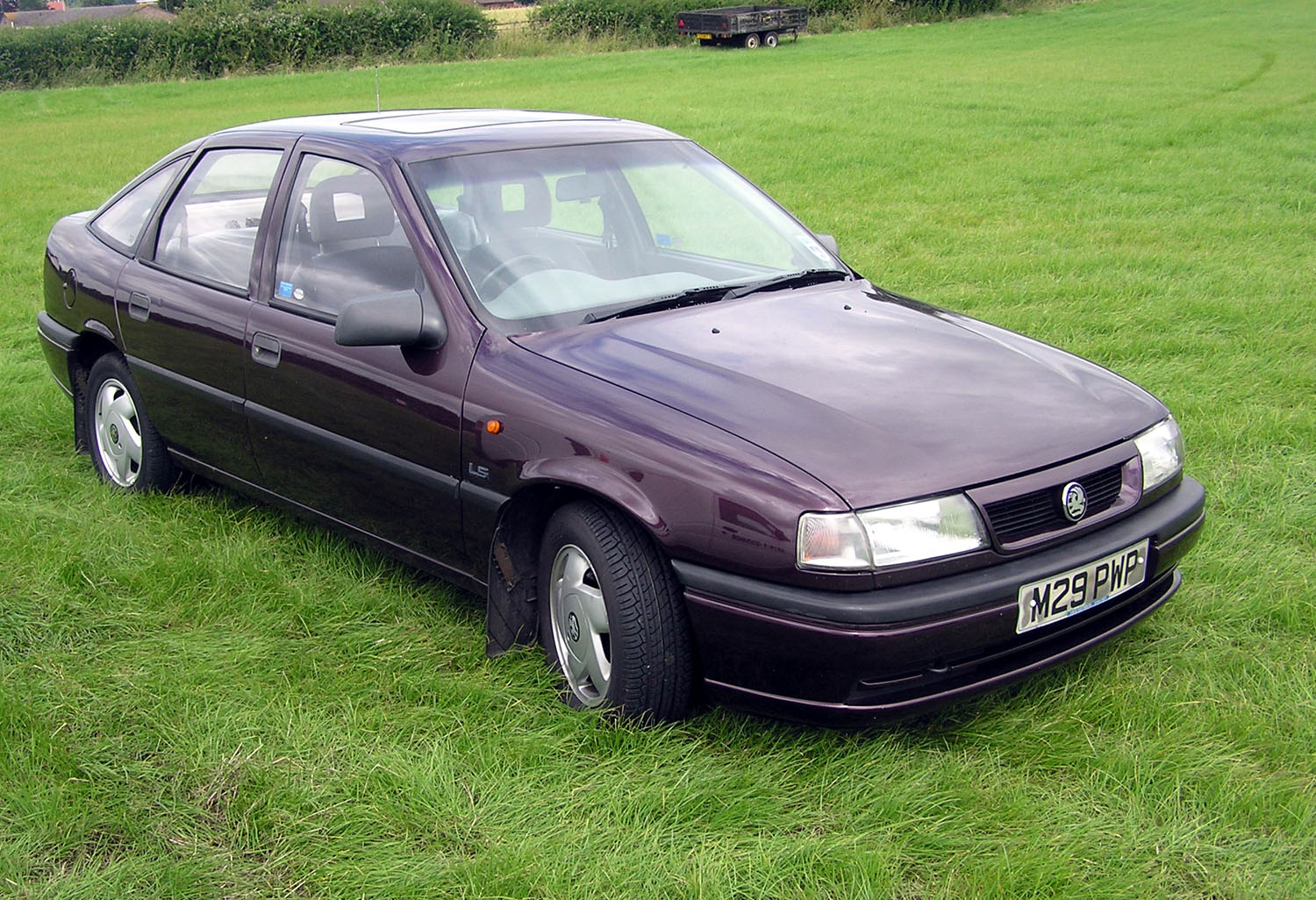
Una Cavalier terza serie in allestimento LS del 1994

Se già le prime due serie della Cavalier erano in pratica delle Ascona solo lievemente modificate, la terza serie altro non era che una Vectra A rimarchiata. Presentata nel 1988, la terza ed ultima serie della Cavalier fu proposta unicamente come berlina, nelle configurazioni a quattro o a cinque porte. La meccanica era identica alla Vectra A e così anche le prestazioni.
Nel 1995 la terza serie della Cavalier uscì di produzione, assieme alla coeva versione Opel (la Vectra A). In conformità al programma di unificazione dei nomi dei modelli Opel e Vauxhall iniziato nel 1991 con la nuova Astra, la sostituta della Cavalier adottò la denominazione già in uso per il modello tedesco, divenendo la prima Vauxhall Vectra, corrispondente alla Opel Vectra B.
Cavalier fu dunque l'ultimo nome specifico utilizzato da Vauxhall, se si escludono le successive parentesi della VX220 (gemella della Opel Speedster),della VXR8 di provenienza australiana e della Viva e Viva Rocks, versioni inglesi della Opel Karl e Karl Rocks.
Allestimenti (1988-1992)
- Base (1.4,1.6 benzina)
- L (1.4, 1.6, 1.6i, 1.8, 1.8i, 2.0i 8v benzina, 1.7 diesel, 1.7 turbodiesel)
- Gl (1.6, 1.6i, 1.8, 1.8i, 2.0i 8v benzina, 1.7 diesel, 1.7 turbodiesel)
- CD (2.0i 8v benzina)
- Diplomat (2.0i 8v benzina)
- 4x4 (2.0i 8v benzina 130 bhp)
- SRi (2.0i 8v benzina 130 bhp)
- GSi (2.0i 16v benzina)
- Concept (1.8i benzina)

Allestimenti (1992-1995)
- Envoy (1.6i benzina, 1.7 diesel, 1.7 turbodiesel)
- LS (1.6i, 1.8i, 2.0i 8v, 2.0 16v benzina, 1.7 diesel, 1.7 turbodiesel)
- Colorado (1.8i benzina)
- GLS (1.6i, 1.8i, 2.0i 8v 2.0i 16v 2.5 V6 benzina, 1.7 turbodiesel)
- V6 (2.5i V6 benzina)
- CD (2.0i,1.7 Turbodiesel)
- CDX (2.0i, 2.5 V6 benzina,1.7 turbodiesel)
- Diplomat (2.0 8v, 2.5 V6 benzina)
- SRi (2.0i benzina)
- Cesaro (1.8i & 2.5 V6 benzina)
- Turbo (2.0 16v 4x4 benzina 6 speed Turbocharged)
- Ethos (1.6i E-Drive & 1.7 Turbodiesel)
- Expression (1.8i)
- Concept (1.6i)

## L'auto nei fatti di cronaca
Una Vauxhall Cavalier Mark 1 di colore blu, fu l'auto in cui morì in un'autobomba l'agente di stato britannico e politico Airey Neave il 30 marzo 1979 nei pressi del Palazzo di Westminster a Londra: secondo alcune fonti l'attentato fu opera del movimento terroristico irlandese Irish National Liberation Army.
Un'altra Cavalier di colore rosso (stavolta appartenente alla serie Mark 3) fu usata per un altro attacco terroristico nella cittadina nordirlandese di Omagh, il 15 agosto 1998 rivendicato dal Real IRA che ha provocato la morte di 28 persone.

## Curiosità
È una delle automobili più vendute e diffuse di tutto il Regno Unito insieme ad altre auto come la Ford Sierra, Ford Escort, Austin Metro, Ford Cortina, Nissan Micra, Vauxhall Astra, Vauxhall Chevette, Ford Mondeo, Ford Focus ecc., nonostante ciò la Mark 2 è la sesta automobile più rottamata della Gran Bretagna, secondo una ricerca eseguita da Auto Express nell'agosto 2006, con sole 6,343 vetture ancora in circolazione. Questo dato è ancora calato nel dicembre 2009 quando in servizio ve ne erano solo 1.289: i motivi della loro precoce demolizione fu soprattutto la ruggine.
La prima serie (Mark 1) fu venduta anche nei paesi europei con guida a sinistra come in Danimarca, Paesi Bassi, Belgio, Norvegia, Polonia, Italia, e Svizzera ma dopo pochi anni dal lancio, furono tolte dalle vendite tra il 1979 e il 1981, in altri stati con guida a destra come l'Irlanda, il Cipro e Malta il marchio Vauxhall fu tolto in favore di Opel